# Déclaration de Paris
Pour les articles homonymes, voir Déclaration de Paris (homonymie).

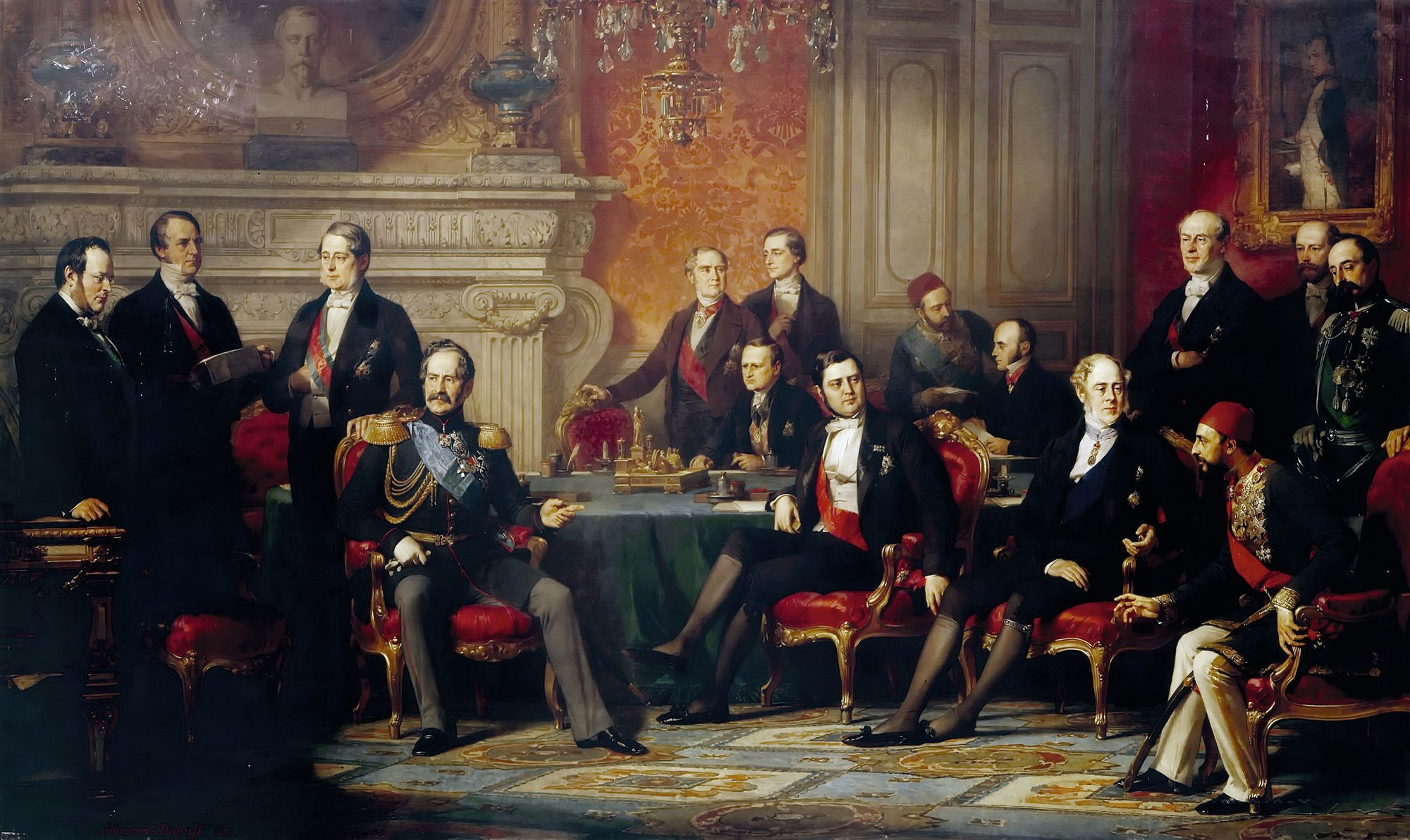
congrès de Paris, 25 février au 30 mars 1856

La déclaration de Paris est une déclaration concernant le droit maritime européen en temps de guerre faite le 16 avril 1856.

## Historique
Lors de la conclusion du traité de Paris du 30 mars 1856, qui mit fin à la guerre de Crimée (1853-1856), les plénipotentiaires signèrent également la présente déclaration. Elle est le résultat d'un modus vivendi passé entre la France et le Royaume-Uni en 1854, qui concernait originellement la guerre de Crimée. Ces deux puissances avaient reconnu qu'elles n'opéreraient pas la saisie de biens ennemis sur des bateaux neutres ni de biens neutres sur des bateaux ennemis. Les belligérants avaient également déclaré qu'ils ne délivreraient pas de lettres de marques. La déclaration de Paris confirme ces règles et y rajoute le principe que les blocus, pour être obligatoires, doivent être effectifs. Pratiquement tous les États ont adhéré à cette déclaration. Les États-Unis, qui souhaitaient obtenir une exemption complète de prise en mer pour la propriété privée, ont retiré leur adhésion formelle, leur amendement n'ayant pas été accepté par toutes les puissances. En 1861, au début de la Guerre civile, les États-Unis ont pourtant annoncé qu'ils respecteraient les principes de la Déclaration pendant les hostilités. Ils ont fait de même en 1898 pendant la guerre contre l'Espagne, en affirmant que la politique du Gouvernement des États-Unis dans la conduite des hostilités serait de se conformer aux dispositions de la déclaration. Les règles contenues dans cette déclaration ont été considérées plus tard comme faisant partie du droit international général et même les États-Unis, qui n'y sont pas formellement Partie, ont suivi ses dispositions.
L'administration Bush, après les attentats du 11 septembre 2001, a souhaité renforcer le droit constitutionnel de prises en mer en voulant faire voter une loi, September 11 Marque and Reprisal Actes of 2001, qui autorise le Département d'État à octroyer des lettres de marque sans attendre l'aval du Congrès. Ainsi des personnes ou des sociétés pourraient se voir confier des missions militaires navales offensives. Mais ce texte n'a pas été adopté. D'autres tentatives de conférer au Président des États-Unis le droit d'octroyer des lettres de marque ont été débattues au Congrès en 2007 et 2009, mais n'aboutirent pas.

## Texte intégral
Déclaration réglant divers points de droit maritime. Paris, 16 avril 1856.
Les plénipotentiaires qui ont signé le traité de Paris du trente Mars, mil huit cent cinquante-six, réunis en Conférence.
Considérant :
- Que le droit maritime, en temps de guerre, a été pendant longtemps l'objet de contestations regrettables;

- Que l'incertitude du droit et des devoirs en pareille matière donne lieu, entre les neutres et les belligérants, à des divergences d'opinion qui peuvent faire naître des difficultés sérieuses et même des conflits;

- Qu'il y a avantage, par conséquent, à établir une doctrine uniforme sur un point aussi important;

- Que les Plénipotentiaires, assemblés au Congrès de Paris (en), ne sauraient mieux répondre aux intentions dont leurs Gouvernements sont animés, qu'en cherchant à introduire dans les rapports internationaux des principes fixes à cet égard;

Dûment autorisés, les susdits Plénipotentiaires sont convenus de se concerter sur les moyens d'atteindre ce but, et, étant tombés d'accord, ont arrêté la Déclaration solennelle ci-après :
1. La course est et demeure abolie;
2. Le pavillon neutre couvre la marchandise ennemie, à l'exception de la contrebande de guerre;
3. La marchandise neutre, à l'exception de la contrebande de guerre, n'est pas saisissable sous pavillon ennemi;
4. Les blocus, pour être obligatoires, doivent être effectifs, c'est-à-dire maintenus par une force suffisante pour interdire réellement l'accès du littoral de l'ennemi.

Les Gouvernements des Plénipotentiaires soussignés s'engagent à porter cette Déclaration à la connaissance des États qui n'ont pas été appelés à participer au Congrès de Paris (en), et à les inviter à y accéder.
Convaincus que les maximes qu'ils viennent de proclamer ne sauraient être accueillies qu'avec gratitude par le monde entier, les Plénipotentiaires soussignés ne doutent pas que les efforts de leurs Gouvernements pour en généraliser l'adoption ne soient couronnés d'un plein succès.
La présente Déclaration n'est et ne sera obligatoire qu'entre les Puissances qui y ont ou qui y auront accédé.
Fait à Paris, le seize avril, mil huit cent cinquante-six.